# Phalaris lemmonii
Phalaris lemmonii är en gräsart som beskrevs av George Vasey. Phalaris lemmonii ingår i släktet flenar, och familjen gräs. Inga underarter finns listade i Catalogue of Life.